# Юма (округ, Колорадо)
Шаблон:StateAbbr_ 40°00′ пн. ш. 102°25′ зх. д. / 40° пн. ш. 102.42° зх. д.
Округ Юма (англ. Yuma County) — округ (графство) у штаті Колорадо, США. Ідентифікатор округу 08125.

## Історія
Округ утворений 1889 року.

## Демографія
За даними перепису 
2000 року 
загальне населення округу становило 9841 осіб, зокрема міського населення було 3163, а сільського — 6678.
Серед мешканців округу чоловіків було 4840, а жінок — 5001. В окрузі було 3800 домогосподарств, 2644 родин, які мешкали в 4295 будинках.
Середній розмір родини становив 3,13.
Віковий розподіл населення поданий у таблиці:
| Стать    | До 15 років | 15-21 | 22-29 | 30-39 | 40-49 | 50-65 | 65-85 | Понад 85 |
| -------- | ----------- | ----- | ----- | ----- | ----- | ----- | ----- | -------- |
| Чоловіки | 1106        | 553   | 422   | 643   | 716   | 732   | 583   | 85       |
| Жінки    | 1139        | 431   | 395   | 626   | 702   | 769   | 769   | 170      |

## Суміжні округи
- Філліпс — північ
- Чейс, Небраска — північний схід
- Шаєнн, Канзас — схід
- Данді, Небраска — схід
- Кіт-Карсон — південь
- Вашингтон — захід
- Логан — північний захід

## Виноски
1. ↑  U.S. Decennial Census. United States Census Bureau. Архів оригіналу за 26 квітня 2015. Процитовано 11 червня 2014.
2. ↑  Historical Census Browser. University of Virginia Library. Архів оригіналу за 11 серпня 2012. Процитовано 11 червня 2014.
3. ↑  Population of Counties by Decennial Census: 1900 to 1990. United States Census Bureau. Архів оригіналу за 31 липня 2014. Процитовано 11 червня 2014.
4. ↑  Census 2000 PHC-T-4. Ranking Tables for Counties: 1990 and 2000 (PDF). United States Census Bureau. Архів оригіналу (PDF) за 18 грудня 2014. Процитовано 11 червня 2014.
5. ↑  State & County QuickFacts. United States Census Bureau. Архів оригіналу за 10 червня 2006. Процитовано 11 лютого 2014. [Архівовано 2011-06-07 у Wayback Machine.](англ.) Наведено за англійською вікіпедією.
6. ↑  American FactFinder. Бюро перепису населення США. Архів оригіналу за 26 лютого 2012. Процитовано 31 січня 2008. [Архівовано 2008-05-21 у Wayback Machine.]

| США | Це незавершена стаття з географії США. Ви можете допомогти проєкту, виправивши або дописавши її. |